# Anoplura
Sous-ordre
Les anoploures (Anoplura) forment un groupe d'insectes, quelquefois référencé comme sous-ordre de l'ordre Phthiraptera, quelquefois comme ordre du super-ordre Neoptera.
Les quelque 230 espèces connues sont toutes parasites des mammifères, dont elles sucent le sang. D'aspect semblable au mallophages, elles ont des pièces buccales acérées qui percent l'épiderme comme de minuscules stylets. Leurs griffes leur permettent d'agripper fermement les poils de leur hôte.
Ils constituent les poux suceurs, dont les poux humains, p. ex. pou de la tête et pou du pubis, et des poux parasites d'autres mammifères. Ils se nourrissent de sang. Ils peuvent provoquer des irritations locales de la peau, et peuvent être vecteurs de maladies d'origine sanguine épidémiques parmi les plus dangereuses pour l'homme, notamment le typhus.

## Familles
- Echinophthiriidae Enderlein, 1904 (poux des phoques)
- Enderleinellidae Ewing, 1929
- Haematopinidae Enderlein, 1904 (poux des ongulés)
- Hamophthiriidae Johnson, 1969
- Hoplopleuridae Ewing, 1929 (poux armés)
- Hybophthiridae Ewing, 1929
- Linognathidae Webb, 1946 (poux pâles)
- Microthoraciidae Kim et Ludwig, 1978
- Neolinognathidae Fahrenholz, 1936
- Pecaroecidae Kéler, 1963
- Pedicinidae Enderlein, 1904
- Pediculidae Leach, 1817 (voir Pediculus humanus, poux des cheveux et du corps humain)
- Polyplacidae Fahrenholz, 1912 (poux des rats épineux)
- Pthiridae Ewing, 1929 (voir poux du pubis)
- Ratemiidae Kim et Ludwig, 1978